# Романа Шремпф
Романа Шремпф  (нім. Romana Schrempf; нар. 24 листопада 1986, Шладмінг, Австрія) — австрійська біатлоністка, учасниця етапів кубків світу та чемпіонатів світу з біатлону.

## Виступи на чемпіонатах Європи
| Рік  | Міце проведення     | Інд | Спр | Пр | МС | Ест |
| 2011 | Ріднаун-Валь Рідана |     | 10  | 16 |    | 5   |
| 2012 | Брезно-Осорбліє     |     | 10  | 26 |    |     |

## Виступи на чемпіонатах світу
| Рік  | Місце проведення     | Інд | Спр | Пр | МС | Ест | ЗМ |
| 2012 | Рупольдінг           | 40  |     |    |    | LPD |    |
| 2013 | Нове Место-на-Мораві | 73  | 52  | 49 |    | LPD |    |

## Кар'єра в Кубку світу
- Дебют в кубку світу — 5 грудня 2009 року в спринті в Естерсунді — 95 місце.
- Перше попадання в залікову зону — 1 грудня 2011 року в індивідуальній гонці в Естерсунді — 26 місце.

## Загальний залік в Кубку світу
- 2011—2012 — 64-е місце (36 очок)
- 2012—2013 — 71-е місце (37 очок)

## Статистика стрільби
| № п/п | Сезон     | Загальна        | Індивідуальна гонка | Спринт        | Гонка переслідування | Мас-старт  | Естафета      |
| ----- | --------- | --------------- | ------------------- | ------------- | -------------------- | ---------- | ------------- |
| 1     | 2009-2010 | 55,7% (44/79)   | 55,0% (11/20)       | 50,0% (15/30) | 0,0% (0/0)           | 0,0% (0/0) | 62,1% (18/29) |
| 2     | 2010-2011 | 58,1% (79/136)  | 55,0% (22/40)       | 60,0% (30/50) | 0,0% (0/0)           | 0,0% (0/0) | 58,7% (27/46) |
| 3     | 2011-2012 | 62,5% (120/192) | 71,7% (43/60)       | 51,4% (36/70) | 60,0% (12/20)        | 0,0% (0/0) | 69,0% (29/42) |
| 4     | 2012-2013 | 66,2% (221/334) | 73,3% (44/60)       | 68,9% (62/90) | 61,0% (61/100)       | 0,0% (0/0) | 64,3% (54/84) |